# Јан Петер Балкененде
Јан Петер Балкененде (хол. Jan Peter Balkenende; Бицелинге, 7. мај 1956) је холандски демохришћански политичар који се од 22. јула 2002. до 14. октобра 2010. налазио на функцији холандског премијера.
Балкененде се након студија прикључио демохришћанској странци Хришћански демократски позив (ЦДА), те 1998. године први пут бива изабран у холандски парламент. Поступно је напредовао у редовима странке, те био њен водећи кандидат на изборима 2002. године. Након тих избора формирао је краткотрајну коалицију с Листом Пума Фортуна, а након њеног колапса остао на положају формиравши коалицију с либералном странком ВВД и прогресивно-либералном странком Д66. 30. јуна 2006. је поднео оставку, након што је прогресивно-либерална странка Д66 одлучила да напусти владајућу коалицију али је након избора осигурао нови мандат.